# Kudakwashe Basopo
Kudakwashe Basopo, née le 18 juillet 1990 à Harare, est une footballeuse internationale zimbabwéenne évoluant au poste d'attaquant.

## Biographie
Membre de l'équipe du Zimbabwe, elle participe avec son pays aux Jeux olympiques d'été de 2016 organisés au Brésil. Lors du tournoi olympique, elle joue trois matchs. Elle se met en évidence en inscrivant un but contre l'équipe d'Allemagne. Toutefois, avec un bilan peu reluisant de trois défaites en trois matchs, 15 buts encaissés et seulement trois buts marqués, le Zimbabwe ne dépasse pas le premier tour du tournoi.
Elle participe également avec l'équipe du Zimbabwe à la Coupe d'Afrique des nations 2016 organisée au Cameroun. Avec un bilan d'un nul et deux défaites, le Zimbabwe ne parvient pas à s'extirper de la phase de groupe.